# Марочкин, Иван Егорович
Иван Егорович Марочкин (укр. Іван Єгорович Марочкін; 10 января 1949, село Трубичено, Курская область, РСФСР, СССР — 25 сентября 2014, Харьков, Украина) — советский и украинский учёный-правовед, специалист в области уголовного процесса. Кандидат юридических наук (1984), профессор (2000). Член-корреспондент Национальной академии правовых наук Украины (2010).
Заведующий Кафедрой организации судебных и правоохранительных органов Национального юридического университета имени Ярослава Мудрого (1992 — 2014). Заслуженный работник образования Украины (2004). Один из авторов Уголовного процессуального кодекса Украины и ряда других законодательных актов.

## Биография
Иван Марочкин родился 10 января 1949 года в селе Трубичено Железногорского района Курской области. После окончания средней школы поступил в профессионально-техническое училище, окончив которое трудился рабочим на железной дороге, слесарем на станции Льговское. Затем, с 1968 по 1970 год, проходил срочную службу в рядах Советской армии.
После демобилизации начал учиться в Харьковском юридическом институте (ХЮИ), который окончил в 1975 году. По окончании работал следователем в прокуратуре Курского района города Курска (по другим данным — в Курской областной прокуратуре). В 1979 году Марочкин вернулся в ХЮИ, где был принят на должность ассистента на  кафедру уголовного процесса. В 1981 году поступил в аспирантуру ХЮИ, продолжив работать ассистентом, а затем — старшим преподавателем на той же кафедре. В 1987 году Иван Егорович занял должность доцента кафедры уголовного процесса ХЮИ.
В июне 1987 года на базе ХЮИ была создана кафедра организации судебных и правоохранительных органов. Созданную кафедру возглавил профессор Ю. М. Грошевой, а первыми преподавателями на ней стали его ученики: И. Е. Марочкин, Д. И. Пышнев и Н. В. Сибилева. Изначально Иван Егорович был ассистентом на этой кафедре, а с 1991 года доцентом. Однако, после того как в 1992 году (по другим данным в 1991) году Юрий Михайлович Грошевой перешёл на должность заведующего кафедрой уголовного процесса, на освободившуюся должность заведующего кафедрой организации судебных и правоохранительных органов был избран Иван Егорович Марочкин. И. Е. Марочкин продолжал оставаться на должности заведующего кафедрой вплоть до своей смерти.
Иван Егорович Марочкин скончался 25 сентября 2014 года в Харькове. Церемония прощания с профессором Марочкиным прошла 27 сентября в здании Президиума Национальной академии правовых наук Украины.

## Научная деятельность

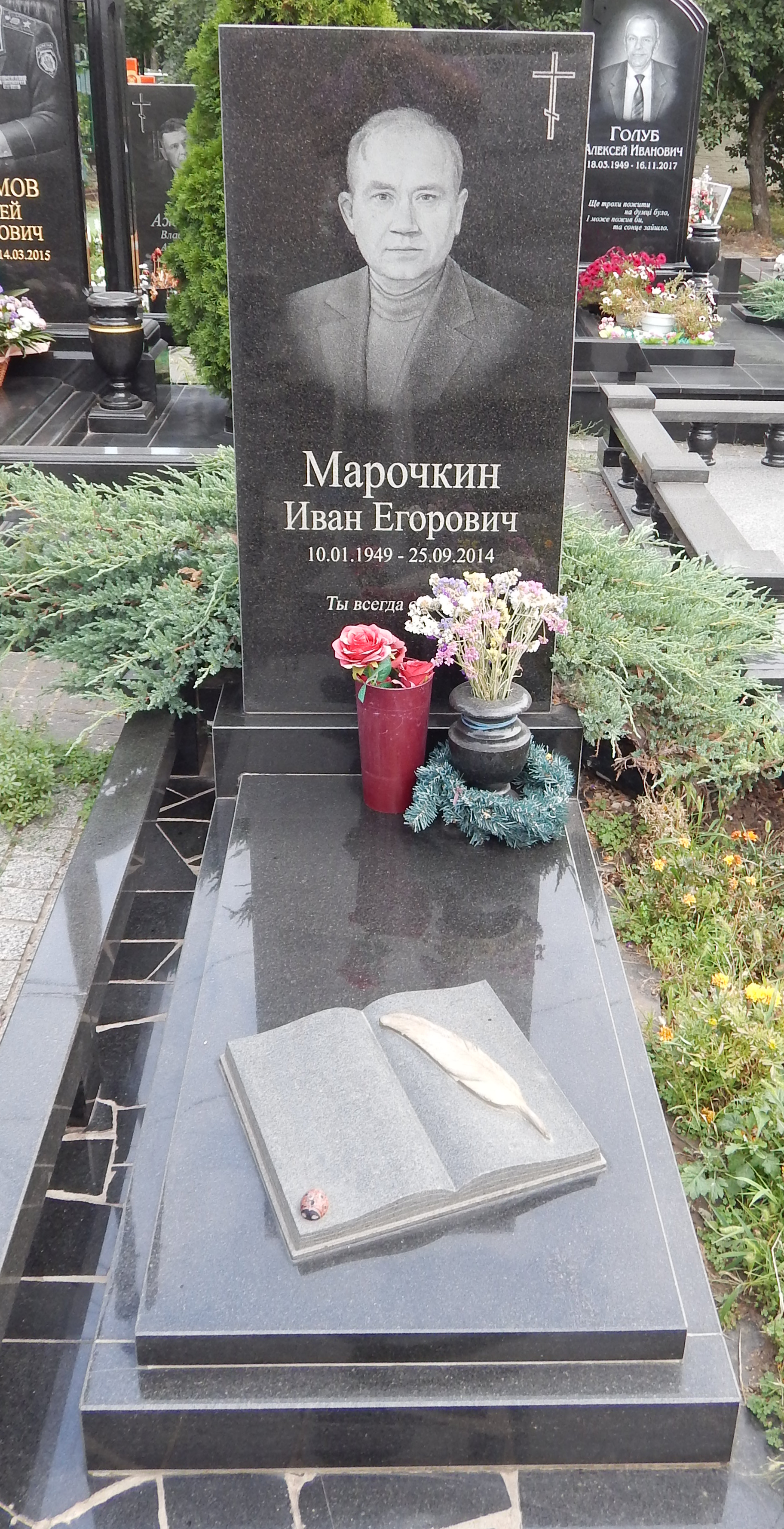
Могила на 13-м городском кладбище Харькова

Иван Егорович занимался исследованием проблем, связанных с судебной властью, прокуратурой и адвокатурой. Занимался развитием теории судебной власти, поддерживал концепцию судебного права и занимался созданием основных положений этой концепции. В 1984 году Иван Марочкин под научным руководством Юрия Михайловича Грошевого защитил диссертацию на соискание учёной степени кандидата юридических наук по теме «Общественное мнение и приговор советского суда». Официальными оппонентами Ивана Егоровича были доктора юридических наук и Л. Д. Кокорев и Г. И. Чингули. В 1989 году ему было присвоено учёное звание доцента, а 2000 году — профессорское звание. В 2010 году Иван Егорович Марочкин стал членом-корреспондентом Национальной академии правовых наук Украины.
Помимо научной работы участвовал в юридической практике. На протяжении многих лет Иван Марочкин входил в состав следующих специализированных организаций: Квалификационная комиссия судей общих судов Харьковского апелляционного округа, Научно-методический совет при Генеральном прокуроре Украины и Научно-консультационный совет при Высшем специализированном суде Украины по рассмотрению гражданских и уголовных дел. Принимая участие в судебной реформе на Украине, Иван Егорович занимался разработкой таких проектов Законов Украины как: Уголовной процессуальный кодекс Украины, «О судоустройстве Украины», «О статусе судей», «О прокуратуре», «О Высшем совете юстиции», «О судоустройстве и статусе судей».
Также занимался подготовкой учёных-правоведов, по разным данным под его руководством было защищено 23, 26 или 30 кандидатских диссертации, в трёх (по другим данным четырёх) докторских диссертациях И. Е. Марочкин выступал научным консультантом. Среди учеников Ивана Егоровича были: А. А. Зархин (2001), М. В. Косюта (2002), Ю. И. Крючко (1999), Н. П. Курило (1999), Л. Н. Москвич (2003), И. В. Назаров (2005), С. В. Подкопаев (2003), И. А. Русанова (2003), В. В. Сухонос (1999), Р. Р. Трагнюк (2003), П. В. Хотенец (2002). Также профессор Марочкин выступал оппонентом у ряда соискателей учёных степеней по юридическим специальностям. Среди учёных, которым он оппонировал были: Д. А. Тихоненков (1998), Ю. В. Хоматов (1994),
О. Г. Шило (1997), Н. К. Якимчук.
По различным источникам Иван Марочкин был автором от «более чем 100» до «более чем 200» научных трудов. Среди его трудов основными являются: учебники — «Прокурорский надзор в Украине» (укр. «Прокурорський нагляд в Україні»; 2005) и «Организация судебных и правоохранительных органов» (укр. «Організація судових та правоохоронних органів»; 2009 и 2013), а также учебные пособия — «Организационно-правовые проблемы кадрового обеспечения органов прокуратуры» (укр. «Організаційно-правові проблеми кадрового забезпечення органів прокуратури»; 2000), «Организация работы в органах прокуратуры» (укр. «Організація роботи в органах прокуратури»; 2002),  «Конституция Украины: Научно-практический комментарий» (укр. «Конституція України: Науково-практичний коментар»; 2003), «Статус судей в Украине» (укр. «Статус суддів в Україні»; 2006), «Организация судебной власти в Украине» (укр. «Організація судової влади в Україні»; 2007 и 2009), «Сравнительное судебное право» (укр. «Порівняльне судове право»; 2008), «Статус судей» (укр. «Статус суддів»; 2009), «Организация работы суда в Украине» (укр. «Організація работи суду в Україні»; 2009), «Организация работы суда» (укр. «Організація работи суду»; 2012), «Организация работы адвокатуры в Украине» (укр. «Організація роботи адвокатури в Україні»; 2014)
Ряд учебных изданий, в написании которых принимал участие Иван Егорович, получили высокую оценку от таких рецензентов как А. Д. Святоцкий, Г. П. Середа, Н. В. Руденко и А. В. Скрипнюк.

## Личная жизнь
Был женат на доценте кафедры административного права Елене Борисовне Червяковой. Его сын Алексей Марочкин стал кандидатом юридических наук, по состоянию на 2015 год работал младшим научным сотрудником в Научно-исследовательском институте изучения проблем преступности имени академика В. В. Сташиса.

## Личность
Говоря об И. Е. Марочкине академик НАПрН Украины Виолетта Емельяновна Коновалова прежде всего отмечала, что он был «хорошим человеком». По её воспоминаниям Иван Егорович обладал «хорошим художественным вкусом» и «красивейшим баритоном», был эстетом. В. С. Бабкова и В. В. Афанасьев также охарактеризовали Ивана Егоровича как любившего живопись человека с тонким вкусом, который хорошо разбирался в искусстве и имел дружеские отношения с некоторыми известными художниками.
В. И. Борисов и В. И. Борисова вспоминали профессора Марочкина как человека умевшего вести научную дискуссию, который жил по принципу «не откладывай на завтра то, что можно сделать сегодня».

Иван Егорович был человеком с большой буквы — добрый отзывчивый, с которым можно было поделиться своими мыслями и проблемами, человек, который не подведёт тебя в трудную минуту— Людмила Алексеевна Богословская

## Награды
Иван Егорович Марочкин был удостоен почётных званий, премий и отличий:
- Почётное звание «Заслуженный работник образования Украины» (9 декабря 2004) — «за весомый вклад в подготовку высококвалифицированных специалистов, многолетнюю плодотворную научную и педагогическую деятельность и по случаю 200-летия учебного заведения»[34];
- Почётный знак «Отличник образования Украины» (Министерство образования и науки Украины, 2000);
- Лауреат двух премий имени Ярослава Мудрого (Национальный юридический университет имени Ярослава Мудрого и Национальная академия правовых наук Украины, 2009 и 2013[35]);
- Почётная грамота Харьковской областной государственной администрации (2011)[36];
- Стипендиат стипендии имени Василия Филипповича Маслова (Харьковская областная государственная администрация, 2014);
- Почётный знак (орден) III степени Национального юридического университета имени Ярослава Мудрого (2014)[37];
- Памятный знак «200-летие существования Национальной академии Украины имени Ярослава Мудрого» (Национальная юридическая академия имени Ярослава Мудрого);
- Почётное звание «Действительный член Союза юристов Украины» (Союз юристов Украины, 2013)[38];
- Благодарности Генерального прокуратора Украины и Председателя Службы безопасности Украины.

## Память
В январе 2009 года к 60-летию со дня рождения и 30-летию научно-педагогической деятельности Ивана Егоровича, доцент Н. В. Сибилёва написала стих «Марочкину Ивану Егоровичу». После смерти Ивана Егоровича бывший судья Конституционного суда Украины и академик НАПрН Украины Владимир Тихий написал стих «Светлой памяти Марочкина Ивана Егоровича» (укр. «Світлій пам'яті Марочкіна Івана Єгоровича»).
25 сентября 2015 года, на годовщину смерти Ивана Егоровича Марочкина, состоялась презентация книги «Избранное». В книгу вошли его научные труды, воспоминания друзей и коллег о нём, а также фотографии из его семейного архива. В презентации книги приняли участие: В. С. Бабкова, В. И. Борисов, О. К. Бурова, Л. А. Богословская, Ю. И. Вотаев, О. В. Каплина, В. В. Комаров, В. Е. Коновалова.
Начиная с 2015 года на базе Национального юридического университета имени Ярослава Мудрого прошли три научно-практических конференции «Актуальные проблемы судебного права», посвященные памяти Ивана Егоровича Марочкина, две из них имели статус международных (2015 и 2019), одна Всеукраинской (2017). Кроме того, к 70-летию И. Е. Марочкина была проведена мемориальная встреча его коллег, друзей и учеников.